# Cash (2007)
Cash é um filme de ação e drama dirigido por Anubhav Sinha. Ele apresenta Ajay Devgn, Suniel Shetty, Esha Deol, Ritesh Deshmukh, Zayed Khan, Shamita Shetty e Dia Mirza nos papéis principais. O filme foi lançado em 3 de agosto de 2007.

## Enredo
O filme começa com Danny (Zayed Khan) embarcando em um avião. Uma menina chamada Ria (Ayesha Takia), entra no vôo, falando muito alto e rudemente para alguém no telefone. Vendo uma oportunidade de falar com ela, ele se apresenta como Dhananjay Jumbevalkar e habilmente consegue envolvê-la em uma conversa e então decidem que ao longo da viagem, ele vai dizer a ela uma história de três diamantes que valem 200 quilates cada.
A história começa em 1836, onde um mineiro no sul da Índia encontra um diamante em uma determinada mina de carvão. O mineiro dá o diamante a seu rei, que por sua vez o dá a um vice-rei inglês. No entanto, o navio em que o vice-rei está viajando afunda e o diamante é perdido no mar. Muitos anos depois, o diamante é encontrado por um pescador na Bulgária, que dá ao governante. O governante dá as três jóias a seus três filhos, mas um deles perde-lo por jogo, um oficial do exército australiano leva a segunda peça e o último é tomado por um homem não identificado, que roubou-o dele. Muitos anos mais tarde, os diamantes ressurgem novamente em 1994, onde um gangster vende as duas peças para um homem conhecido apenas como Tio. No entanto, eles não sabem que houve uma terceira peça, que surgiu recentemente.
Um homem de negócios chama a Unidade de Inteligência Indiana na Cidade do Cabo, África do Sul, e pede proteção porque levava algo valioso, provavelmente o diamante. Angad (Sunil Shetty), um dos assessores de confiança de Tio, se voluntaria para roubar o diamante para Tio, que não confia nele. Angad encontra seu velho parceiro Aditi (Dia Mirza), para o trabalho e pede-lhe para fornecer uma equipe dos mais rápidos e imbatíveis ladrões. Aditi decide se encontrar com Doc (Ajay Devgn), o líder de uma gangue de ladrões. Doc tinha sido um engenheiro especializado em fazer armas.
Doc diz que duas pessoas são necessárias para tal trabalho. O primeiro que ele recomenda é Lucky (Ritesh Deshmukh), um especialista em skate e para-quedas. O segundo é Danny (Zayed Khan), um especialista em esportes aquáticos. Entretanto, os dois se odeiam e para mantê-los a distância, Doc, contrata Pooja (Esha Deol), um outro ladrão. Mas Angad, que quer os diamantes para si mesmo, trai Tio, mata-o e rouba os diamantes dele. Aditi ainda rouba o dinheiro do barco e usa-lo para fazer negócio com o gangster chinês que possuía o último diamante. [...]

## Galeria

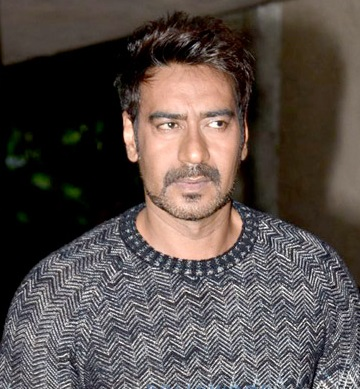
Ajay Devgan interpreta "Doc".
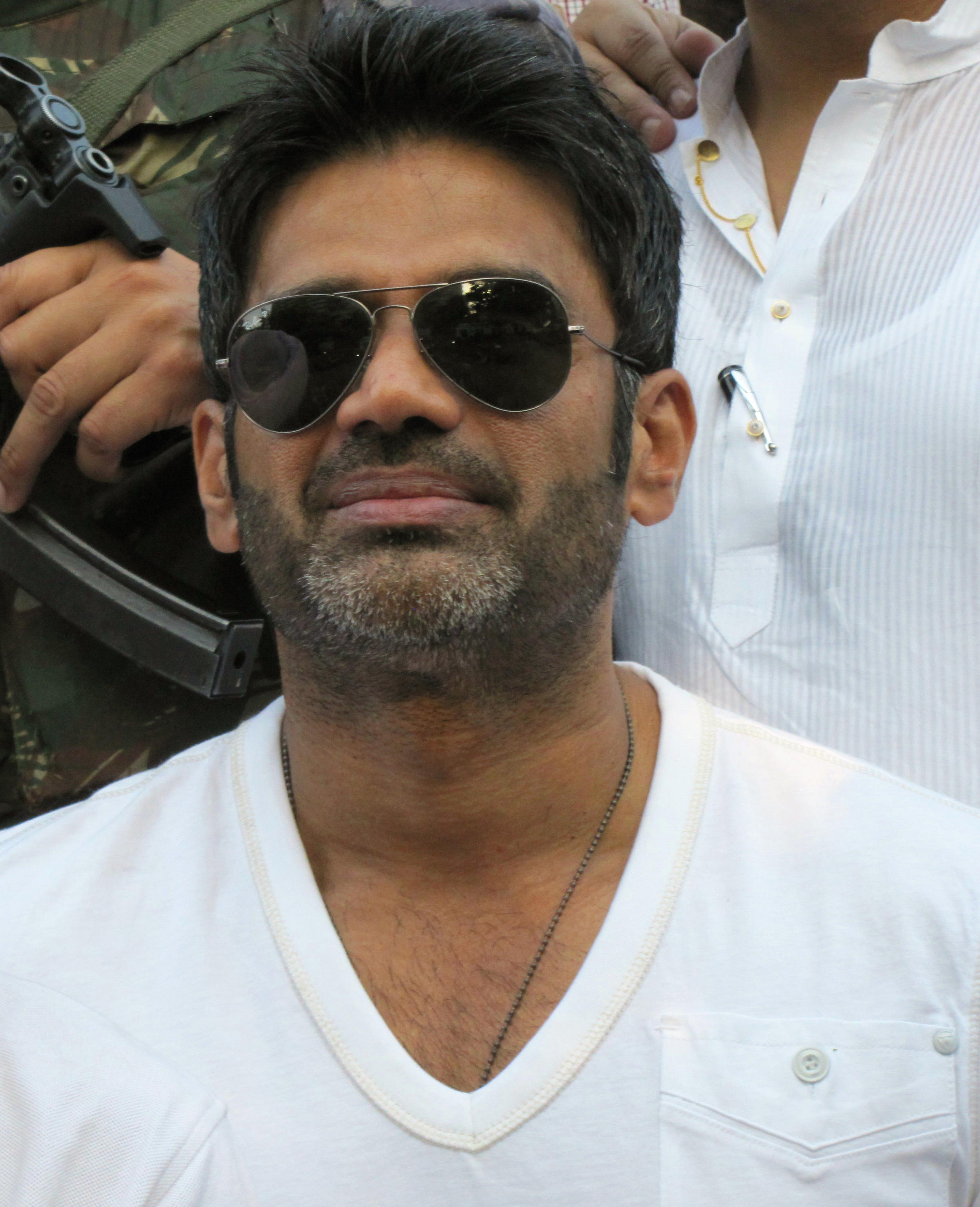
Suniel Shetty dá vida a "Angad".
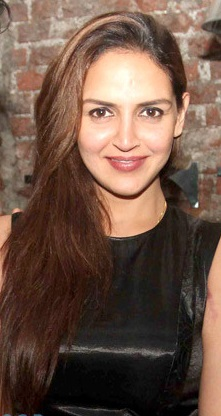
Esha Deol é "Pooja" no filme.
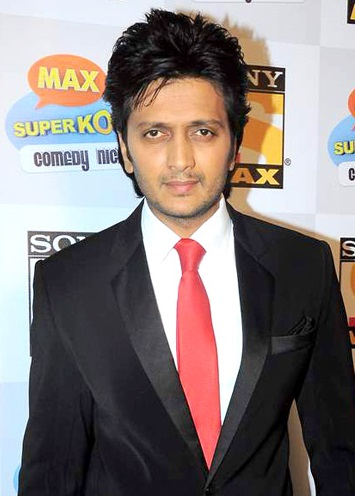
Riteish Deshmukh atua como "Lucky".
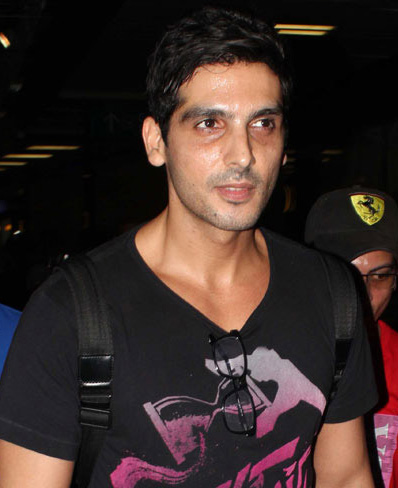
Zayed Khan interpreta "Dhananjay Jhumbevalkar".
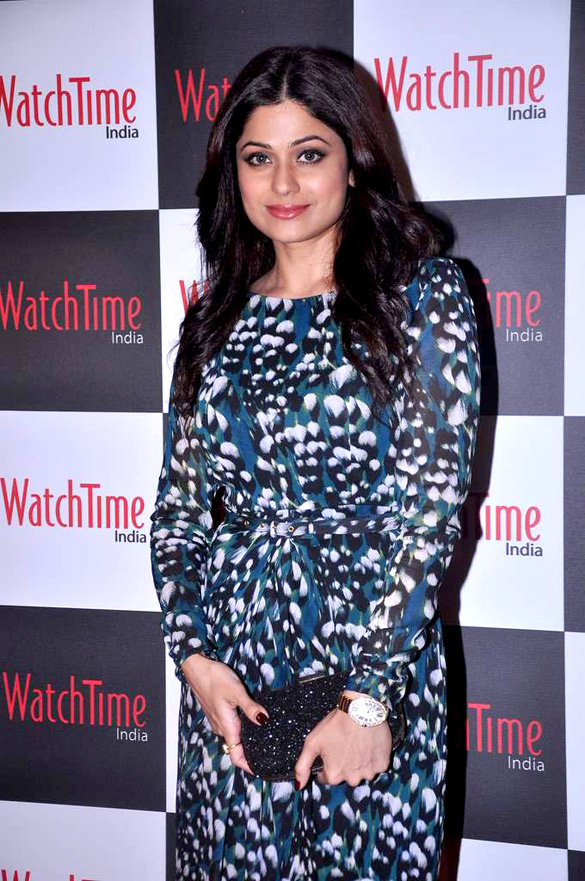
Shamita Shetty vive "Shanaya" no filme.
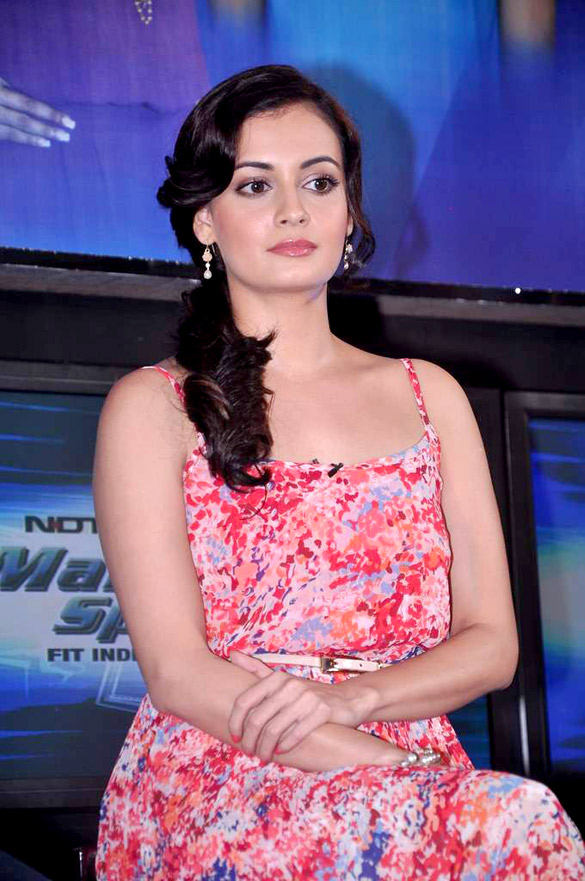
A atriz Dia Mirza faz o papel de "Aditi".
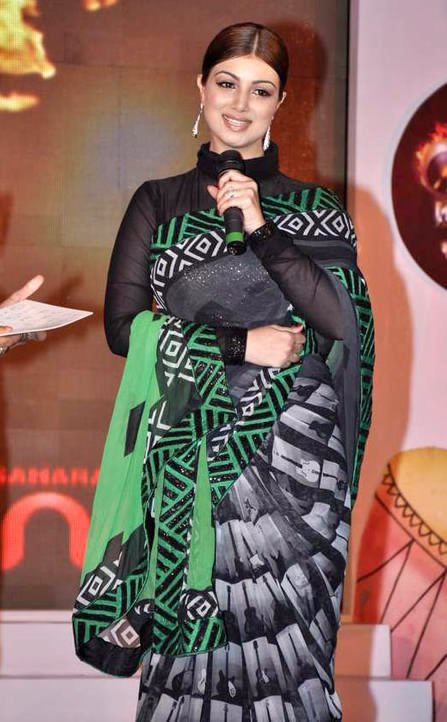
Ayesha Takia faz dois papéis: "Preeti" e "Ria".
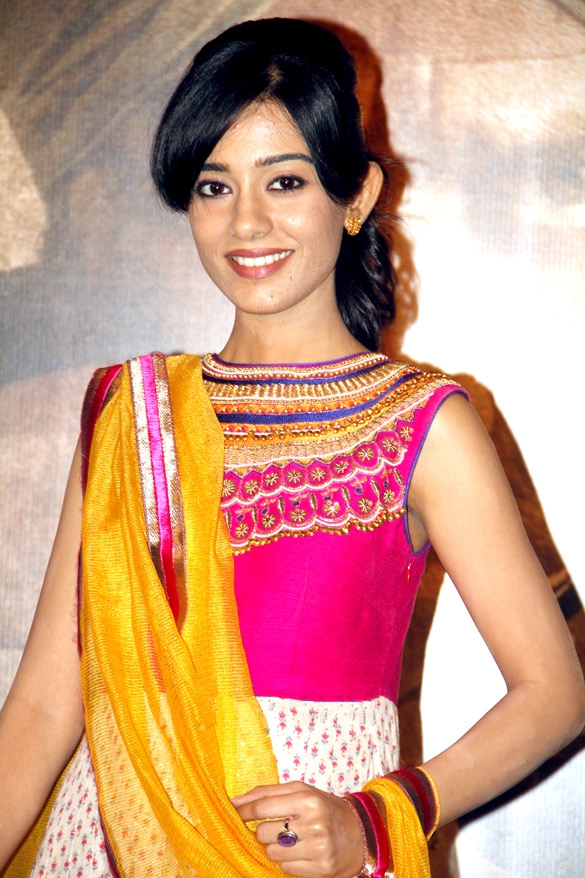
A indiana Amrita Rao interpreta "Kiran".
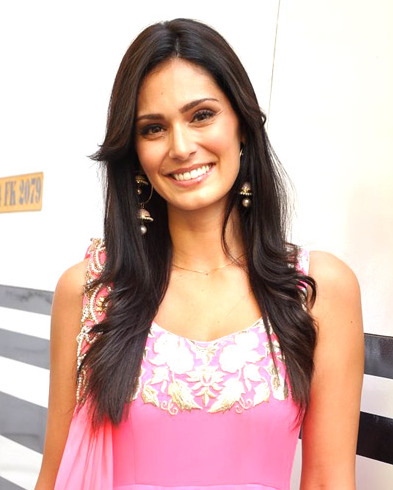
Bruna Abdullah faz uma aparição especial na canção "Reham Kare".

## Recepção

### Crítica
O filme recebeu variadas críticas. Taran Adarsh da Bollywood classificou o filme como 3 de 5 estrelas: “Cash tem todos os méritos para atingir um acorde com a juventude", elogiando a performance de bravura de Ajay Devgan, o estilo de Hollywood e as sequências de ação e música. Jyoti Parasara da AOL Índia classificou-o como 3 de 5 estrelas:
“Uma vez que você está disposto a deixar ir suas crenças e lógica - como você realmente não pode saltar de um penhasco em sua bicicleta e permanecer sem arranhões - você gostaria do filme.”

A Indiatimes.com avaliou o filme como duas de cinco estrelas: “O filme [...] nos mostra gadgets difíceis de acreditar e futurista”. De acordo com o Canal V, “o filme usa um visual ruim, tem poucas posições boas, mas é nulo no quociente de atuação.” Em sua opinião, nenhuma das heroínas apresentou desempenhos dignos de menção. Por outro lado, eles disseram que Ajay Devgan apresentou um bom desempenho.

### Bilheteria
O filme teve um desempenho razoável durante a primeira semana após a sua libertação, no entanto caiu em cerca de 80% na segunda semana, em grande parte atribuído ao alto preço. O filme foi declarado um fracasso pela bilheteria indiana.

## Trilha sonora
A trilha sonora do filme foi composta por Vishal-Shekhar. A canção "Raham Kare" foi escrita por Panchhi Jalonvi e todas as outras canções foram escritas por Vishal Dadlani.
| N.º | Título                | Escritor(es)                                        | Duração |  |
| 1.  | "Cash" (Theme Mix)    | Sunidhi Chauhan, Vishal Dadlani, Shekhar Ravjiani   | 5:01    |  |
| 2.  | "Mind Blowing Mahiya" | Sunidhi Chauhan                                     | 4:09    |  |
| 3.  | "Na Pooch"            | Sunidhi Chauhan, Vishal Dadlani                     | 4:51    |  |
| 4.  | "Raham Kare"          | Sunidhi Chauhan, Vishal Dadlani                     | 5:02    |  |
| 5.  | "Naughty Naughty"     | Anushka Manchanda                                   | 3:41    |  |
| 6.  | "Zara Bachke Jee"     | Anushka Manchanda, Vishal Dadlani, Shekhar Ravjiani | 5:33    |  |
| 7.  | "Cash" (Extended Mix) | Sunidhi Chauhan, Vishal Dadlani, Shekhar Ravjiani   | 3:46    |  |